# La Femme du révérend
La Femme du révérend (Sins of the Preacher) est un téléfilm américain réalisé par John Stimpson et diffusé le 14 septembre 2013 sur Lifetime.

## Synopsis
Andrew Martin est un révérend à la vie familiale en apparence épanouie. Un jour, hélàs, sa femme est retrouvée morte dans sa chambre avec une boîte de médicaments près d'elle ainsi qu'une lettre d'adieu. Les autorités concluent donc au suicide, ce à quoi la mère et la tante de la défunte refusent de croire. Elles décident de mener leur enquête et elles remarquent qu'Andrew ne semble pas affecté par ce décès. Il ne tarde d'ailleurs pas à refaire sa vie avec la belle Brianna...

## Précisions
Le scénario du film s'inspire librement d'un fait divers survenu le 7 avril 2006 à Waco au Texas et portant sur la fin tragique de Kari Baker. Un faisceau de présomption a finalement orienté l'enquête vers un meurtre déguisé en suicide et impliquant directement le mari de la victime en la personne du révérend Matt Baker, prêcheur d'obédience baptiste. À l'issue du procès en juillet 2010, l'accusé sera finalement condamné à 65 années de prison,.

## Fiche technique
- Titre original : Sins of the Preacher
- Titre original alternatif : The Minister's Wife
- Réalisation : John Stimpson
- Scénario : John Stimpson d'après un roman de Kathryn Casey (en)
- Photographie : Brian Crane
- Musique : Ed Grenga
- Langue originale : anglais
- Durée : 87 minutes
- Date de diffusion :
  -  France : 8 avril 2014 sur TF1

## Distribution
- Gail O'Grady (VF : Martine Irzenski) : Susan Parker
- Chris Gartin (en) (VF : Stéphane Pouplard) : Andrew Martin
- James McDaniel (VF : Luc Bernard) : Wade Thompson
- Taylor Cole (VF : Chloé Berthier) : Brianna Daniels
- Bree Williamson (en) : Debbie Martin
- Bates Wilder (VF : Eric Aubrahn) : George Wilder
- Olivia Venuto : Heather Martin
- Paula Plum (VF : Hélène Chanson) : Kathy
- Celeste Oliva (VF : Ethel Houbiers) : Mary Stone
- Georgia Lyman (VF : Laurence Mongeaud) : Leslie Davis
- Erin Cole (VF : Anne Tilloy) : Casey Foreman
- Sarah Cote (VF : Victoria Grosbois) : Laura
- Mark DeAngelis (VF : Éric Marchal) : Pasteur

- Version Française :
  - Société de doublage : Mediadub International
  - Directeur artistique : Stanislas Forlani

Source: RS Doublage

## Accueil
Le téléfilm a été vu par 1,689 million de téléspectateurs lors de sa première diffusion.